# NGC 5096
NGC 5096 is een spiraalvormig sterrenstelsel in het sterrenbeeld Jachthonden. Het hemelobject werd op 20 maart 1787 ontdekt door de Duits-Britse astronoom William Herschel.

## Synoniemen
- MCG 6-29-76
- ZWG 189.51
- VV 633
- PGC 46506